# Jakob Bidermann
Jakob Bidermann (1578 - 20. august 1639 i Rom). Han var en tysk jesuit og forfatter. Et af hans mest kendte værker er den fiktive rejseroman Utopia på latin, skrevet i Augsburg i 1604. I bogen gøres bonden Menalcas til narrekonge under en karnevalsfejring. Utopia udkom i Dillingen i 1640 godt hundrede år efter, at Thomas Moore udgav romanen af samme navn. Utopia blev meget udbredt, først ved afskrifter og trykt fra 1640.
Blandt dem, der blev inspireret af Bidermanns Utopia, var en jesuitisk præst i Krakow, Piotr Baryka, og Ludvig Holberg. Baryka er muligvis et pseudonym. Både Baryka og Holberg skrev et teaterstykke om en bonde, der blev drevet spas med. Holberg skrev komedien Jeppe på Bierget, og har næppe kendt Barykas gendigtning.
Det er uvist, om Holberg har ejet et eksemplar af Utopia, og i givet fald, hvornår han har anskaffet et eksemplar. Danskeren E. Langager mente grundet skriftprøver at eje Holbergs eksemplar.
Holberg omtaler Bidermann i indledningen til henholdsvis Moralske Tanker og Moralske Fabler.
Knud Lyne Rahbek har resumeret bondehistorien, og mange har troet, at der var tale om en direkte gengivelse af Bidermanns tekst, men det er ikke tilfældet; Rahbeks referat er skrevet baglæns, ikke som et almindeligt forlæns referat af Utopia, men som et sammenredigeret referat af de steder, som Rahbek fandt Jeppe-relevante; ét eller flere sådanne steder har han overset eller oversprunget. Holberg skriver "baglæns" om Upotu i Niels Klims underjordiske Rejse.
Den norske forsker Gunnar Sivertsen har skrevet en doktorafhandling om Jacob Bidermanns Utopia, om Knud Lyne Rahbeks gengivelse af Jeppe-partierne og om senere forskeres anvendelse af Rahbeks gengivelse. Afhandlingen blev forsvaret på Oslo Universitet i december 2006.